# Magnus Troest
Magnus Troest (ur. 5 czerwca 1987 w Kopenhadze) – duński piłkarz występujący na pozycji obrońcy. Obecnie gra w Novarze. Jego brat – Jonas, również jest piłkarzem.

## Kariera klubowa
Magnus Troest jest wychowankiem klubu B 93, w którym trenował do 2003. Następnie przeprowadził się do Anglii, gdzie podpisał trzyletni kontrakt z Aston Villą. Po dwóch latach gry w akademii tego klubu duński gracz nie doczekał się debiutu w pierwszej drużynie i w maju 2005 odszedł do Midtjylland. W nowym klubie po raz pierwszy wystąpił 26 października w spotkaniu Superligi przeciwko Nordsjælland. W pierwszej części sezonu 2005/2006 Troest pełnił w zespole rolę rezerwowego, jednak następnie udało mu się wywalczyć miejsce w podstawowej jedenastce. W marcowym pojedynku z Aarhus GF Duńczyk strzelił obie bramki dla swojego zespołu, a Nordsjælland wygrało 2:1. W sezonie 2006/2007 Troest razem z drużyną sięgnął po tytuł wicemistrza kraju, jednak w kolejnych ligowych rozgrywkach ekipa Nordsjælland uplasowała się dopiero na dziewiątym miejscu w ligowej tabeli.
Dla zespołu "Ulvene" Troest rozegrał łącznie 75 spotkań w pierwszej lidze, po czym w lipcu 2008 został zawodnikiem włoskiej Parmy. Z drużyną "Gialloblu" podpisał pięcioletnią umowę, jednak działacze Parmy sprzedali następnie połowę praw do karty Duńczyka Genoi. W sezonie 2008/2009 Parma zajęła drugie miejsce w tabeli Serie B i awansowała do pierwszej ligi.
27 czerwca 2009 piłkarz podpisał kontrakt z zespołem Genoą, która wcześniej posiadała połowę praw do jego karty. Jeszcze przed oficjalnym debiutem we włoskiej drużynie, 30 sierpnia Troest został wypożyczony do grającego w Segunda División Recreativo Huelva, dla którego w sezonie 2009/2010 rozegrał 25 ligowych meczów. Latem 2010 działacze Genoi wypożyczyli Troesta do Atalanty BC.

## Kariera reprezentacyjna
Troest ma za sobą występy w młodzieżowych reprezentacjach Danii. Występował w zespołach do lat 16, 17, 18, 19 oraz 21, dla których łącznie zaliczył 41 występów i strzelił pięć bramek. W kadrze do lat 21 Troest zadebiutował 10 października 2006 roku w wygranym 2:1 meczu przeciwko Holandii, natomiast pierwszego gola zdobył dla niej 16 października 2007 roku w zwycięskim 3:1 spotkaniu ze Słowenią.